# 남아프리카 공화국 U-17 축구 국가대표팀
남아프리카 공화국 U-17 축구 국가대표팀은 남아프리카 공화국을 대표하는 17세 이하 축구 국가대표팀이다.

## 역사
2015년 처음으로 FIFA U-17 월드컵에 출전했다.

## 같이 보기
- 남아프리카 공화국 축구 국가대표팀